# Hoeve Caestert

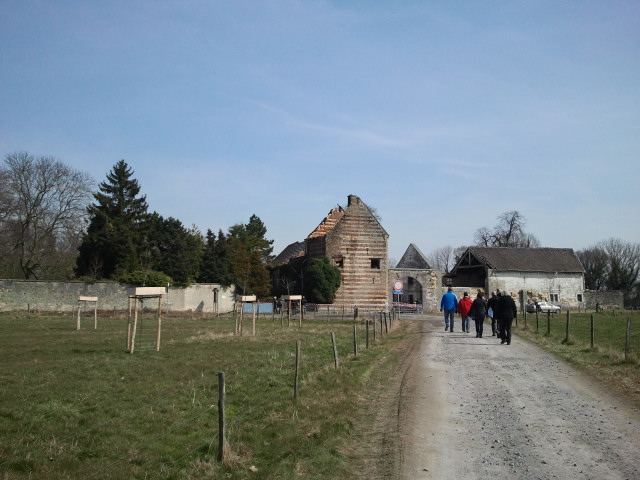
Hoeve Caestert, april 2013

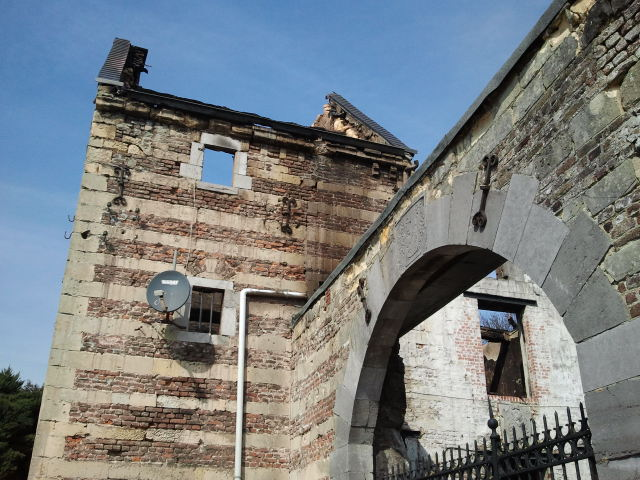
Hoeve Caestert, daags na de brand van 1 april 2013

Hoeve Caestert is een hoeve gelegen op het Waalse gedeelte van de Sint-Pietersberg ook wel Plateau van Caestert genoemd, op zo'n 250 meter ten zuiden van de grens met Maastricht en bijna direct grenzend aan de Vlaamse gemeente Riemst. De hoeve staat in het beschermde gebied van Thier de Caster. 

## Geschiedenis
Hoeve Caestert maakte deel uit van het in 1972 afgebrande Kasteel Caestert. Naast het kasteel en achter de hoeve stond vroeger de Kapel van Caestert. De hoeve is gebouwd in de karakteristieke Maaslandse renaissancestijl. De sluitsteen boven de ingang stamt uit 1686 en geeft toegang aan het binnenterrein van de hoeve.
Nadat de hoeve verlaten werd door de laatste pachter, Walther Duchateau, kwam de hoeve in verval. Natuurpunt Riemst kon tijdelijk de hoeve en conciërgewoning gebruiken, totdat deze op 1 april 2013 ook door brand werd verwoest.
In de jaren na de brand zijn vele instanties bezig geweest om te lobbyen voor herstel van de hoeve; vooral afkomstig uit het naburige Riemst.
Inmiddels is het Waals Gewest druk bezig de hoeve te herstellen.
Op 23 april 2023 opende Hoeve Caestert voor het eerst terug haar deuren voor het grote publiek in de vorm van het pop-up bezoekerscentrum Villa Castrum.